# Preghiera dell'apostolo Paolo
La Preghiera dell'apostolo Paolo è un testo gnostico cristiano, conservatosi in unica copia nella collezione di codici di Nag Hammadi (Codice Jung, 1).
Nel codice la Preghiera è scritta in lingua copta, come il resto delle opere, ma il titolo è dato in lingua greca, la lingua in cui l'opera fu inizialmente composta. All'interno del codice Jung (il primo codice della biblioteca) la Preghiera si trova al primo posto, anche se fu probabilmente aggiunta dopo che erano stati scritti i trattati più lunghi del codice; l'opera manca di circa due righe iniziali.
L'opera è pseudoepigraficamente attribuita a Paolo di Tarso, ma è caratterizzata da tematiche gnostiche. Gli studiosi la riconducono alla scuola di Valentino, per l'uso di frasi caratteristiche come il concetto di "Dio psichico"; hanno anche identificato possibili fonti parziali nel Corpus hermeticum, nel Tre steli di Seth, nel Vangelo secondo Filippo e nelle lettere di Paolo.